# Paul Arvers
Paul Arvers, né le 6 septembre 1837 à Thionville et mort le 18 août 1910 à Thonon-les-bains, est un général de division français.
Il joue un rôle important dans la création et l'organisation des troupes de montagne françaises entre 1870 et 1890.

## Grades
- 1879-1885 : Chef de bataillon au 12e bataillon de chasseurs à pied[2]
- 08/07/1893: général de brigade.
- 20/09/1898: général de division.

## Décorations
- Commandeur de la Légion d'honneur (25 décembre 1899)
  - Officier (05 juillet 1887)
  - Chevalier (11 mars 1871)
- Médaille commémorative de la campagne d'Italie (1859)

## Postes
13/04/1893-20/09/1898: commandant de la 10e brigade d'infanterie.
- 13/04/1893-09/1894: commandant des subdivisions de région de Caen, du  Havre, de Falaise et de Lisieux
- 21/09/1894-09/10/1896: membre du Comité technique de l'Infanterie.
- 18/02/1895: membre du Comité technique de la Gendarmerie.
- 08/09/1896-20/09/1898: commandant des subdivisions de région de Caen, du Havre, de Falaise et de Lisieux.
- 20/09/1898-22/10/1898: en disponibilité.
- 22/10/1898-06/09/1902: commandant de la  28e Division d'Infanterie et des subdivisions de région d'Annecy, de Vienne, de Bourgoin et de Chambéry.
- 06/09/1902: placé dans la section de réserve.
- 01/09/1907: admis en retraite.